# Joan Martin
Joan Martin (décédée avant le 27 octobre 1322) est une femme de la noblesse anglaise du XIVe siècle.

## Biographie
Joan Martin est la deuxième fille de William Martin, 1er baron Martin, et de son épouse Eleanor FitzPiers. Elle est mariée le 16 juin 1310 à Henry de Lacy, 3e comte de Lincoln et récemment veuf de sa première épouse Marguerite de Longue-Épée. Les deux fils que le comte a eus de sa femme Marguerite sont morts en bas âge et il n'a qu'une seule héritière, sa fille Alice, épouse de Thomas de Lancastre, 2e comte de Lancastre. Bien qu'âgé d'environ 60 ans, Henry de Lacy espère produire un nouvel héritier grâce à son second mariage, mais il meurt dès le 5 février 1311. 
En dépit de sa brève union avec le comte de Lincoln, Joan Martin reçoit dès le 22 mai 1311 un douaire important, qui inclut notamment des possessions dans le Nottinghamshire. Le roi Édouard II lui accorde également le 17 mars 1311 le droit de se remarier avec Raoul de Monthermer, 1er baron Monthermer. Toutefois, Joan convole rapidement avec Nicholas Audley, 1er baron Audley, sans l'autorisation royale. En représailles, le roi fait saisir son douaire le 3 mai 1313 et, en dédommagement, condamne Joan à verser une amende de 900 marcs à Monthermer le 26 juillet de la même année. Joan se retrouve toutefois veuve dès le 9 décembre 1316 et assure la gestion des biens de son seul fils, James.
Au cours du mois de mars 1322, Édouard II écrase une rébellion conduite par Thomas de Lancastre. Au même moment, Joan Martin et sa belle-fille Alice de Lacy sont arrêtées à Tutbury par les troupes royales. Le roi désire en effet neutraliser les possessions d'Alice, qui vient de perdre son époux Thomas, exécuté pour haute trahison. Cependant, les raisons de l'arrestation de Joan demeurent encore obscures. Peut-être le roi a-t-il agi par vengeance, car il avait accusé en 1318 Joan de « manigances pour contrecarrer » l'audience d'une affaire judiciaire. Il fait également piller le château de Heighley, qu'elle administre à ce moment-là au nom de son fils. Quelles que soient les raisons de son incarcération, Joan meurt en captivité à York quelques mois plus tard, en octobre 1322.